# Peltiera
Peltiera es un género de plantas con flores con dos especies perteneciente a la familia Fabaceae.

## Especies
- Peltiera alaotrensis
- Peltiera nitida